# Nitriliruptorales
Nitriliruptorales es un orden de bacterias grampositivas de la clase Nitriliruptoria. Fue descrito en el año 2009. Contiene una sola familia (Nitriliruptoraceae) y dos géneros. Son bacterias aerobias e inmóviles. Suelen ser alcalífilas y ligeramente halotolerantes. Se encuentran en sedimentos de lagos o marinos. 

## Taxonomía
Actualmente contiene dos géneros descritos:
- Nitriliruptor
- Profundirhabdus